# 双龙南站
双龙南站位于中华人民共和国贵州省贵阳市双龙航空港经济区小碧乡马寨村，是贵阳市域快铁西南环线上的一座客运车站。车站由中国铁路成都局集团贵阳车务段管辖，为贵阳市提供市域公交化铁路乘降服务。

## 车站设计
双龙南站为地上一层线侧平式车站，进出站采用下进下出模式。车站建筑面积959.14平方米，地上一层。车站以“千树金梨画双龙”为设计主题，展示马寨村的都市观光农业与水果种植业发展、以及地区的生态田园风光。车站站房门头装饰自梨花顶图抽象而来，候车室内亦设置有展示马寨村山水风光的大幅壁画。

## 站场布置
车站采用2台4线布局，两座侧式站台长230米、宽8米、高1.25米，设置总面积3680平方米的有站台柱雨棚。车站设计高峰小时乘降人数410人。